# Цветков, Михаил Алексеевич
Михаил Алексеевич Цветков (1875—1960) — российский и советский учёный-энциклопедист, картограф, лесовед; профессор, доктор географических и сельскохозяйственных наук .

## Биография
Родился 1 (13) октября 1875 года в Чернигове в семье помощника уездного землемера.
В 1897 году окончил Московский межевой институт, был оставлен в институте для подготовки к преподавательской деятельности и направлен на дополнительные обучение, но не как обычно — в Московский университет, а в Московский сельскохозяйственный институт (МСХИ). В 1902 году Совет МСХИ присвоил ему звание агронома 1 разряда. С 1897 года Цветков работал ассистентом в обоих этих вузах; в Межевом институте помогал вести курс сельскохозяйственной экономики, с 1903 года преподавал лесоводство; в Сельскохозяйственном институте сначала был ассистентом профессора М. К. Турского на кафедре лесной таксации, затем стал вести этот курс самостоятельно. Кроме этого в 1902—1904 гг. работал также уездным землемером.
В 1908 году перешёл на службу в Переселенческое управление, где был ревизором работ по организации переселенческих участков; часто и длительное время находился в командировках в Западной и Восточной Сибири. В 1914 году вышел «Атлас Азиатской России», редактором карт которого был М. А. Цветков.
В 1917 году он возобновил преподавательскую деятельность: был профессором Высших женских курсов, затем преподавал в Петровской сельскохозяйственной академии и на Голицынских высших сельскохозяйственных курсах.
С 1925 года работал редактором в Главном геодезическом управлении и с 1929 года заведовал картографическим сектором Главного института геодезии и картографии. Участвовал в создании первых советских карт и атласов: советских карт промышленности европейской и азиатской частей СССР (1929—1930), «Атласа промышленности СССР» (1932), «Атласа энергетических ресурсов СССР», «Большого Советского атласа мира» (1938) и др. Опыт общего и специального картографирования был им обобщён в книге «Картографическое дело СССР» (М. А. Цветков; Под ред. И. С. Морозова. — М.; Л. : Стандартизация и рационализация, 1933. — 66, [2] с.).
В 1936 году учёный совет МГУ присвоил М. А. Цветкову учёную степень доктора географических наук и он был назначен профессором почвенно-географического факультета МГУ. Однако в 1937 году по ложному политическому доносу был репрессирован и сослан в Красноярск. Это стало поворотным пунктом в его жизненной и научной судьбе. Во время войны был освобождён и в 1944 году стал старшим инженером-картографом Красноярского геологического управления. С 1945 года также работал старшим научным сотрудником в Институте леса АН СССР. В этот период он разработал методику составления лесных карт и обобщил свои исследования в книге «Лесные карты и методика их составления» (1950 г.). Цветков был постоянным консультантом при разработке, составлении и издании «Карты лесов СССР» масштаба 1:2 500 000 (1955).
В 1948 году защитил кандидатскую диссертацию, в 1954 году, в возрасте 79 лет — докторскую диссертацию на соискание учёной степени доктора сельскохозяйственных наук. Вернувшись в Москву, продолжал заниматься лесоводческими вопросами.
М. А. Цветков был активным участником различных научных обществ, многочисленных научных конференций, съездов, комиссий. С 1910 года был членом Географического общества, а последние 15 лет жизни был заместителем председателя отделения истории географических знаний и исторической географии Московского филиала этого общества. Около 30 лет был активным членом Московского общества испытателей природы.
Им было опубликовано 110 научных работ (из них 80 — в СССР) по мелиорации, экономической географии, картографии и истории лесов СССР. Цветков — автор сочинения: Лесные карты и методика их составления / Акад. наук СССР. Ин-т леса. — Москва; Ленинград: Изд-во Акад. наук СССР, 1950. — 212 с., 10 л. карт. Итогом его многолетней научной деятельности стал труд по истории лесного хозяйства «Изменение лесистости Европейской России с конца XVII столетия по 1914 год» (Акад. наук СССР. Институт леса. — М.: Изд-во Акад. наук СССР, 1957. — 213 с.: граф.).
Умер 17 августа 1960 года. Похоронен на Введенском кладбище (6 уч.).